# Mansfield.TYA
Mansfield.TYA é um grupo musical francês formado na cidade de Nantes.

## História
Julia Lanoë e Carla Pallone reúnem-se em outubro de 2002. O nome “Mansfield” vem de June Mansfield, esposa do escritor Henry Miller e amiga de Anaïs Nin: “Foi uma falha, mas um grande mistério reinou em volta dela, ela fascinava seus seguidores. Em honra a este mistério que nós escolhemos este nome”, explicou Julia. (Daí também o nome de seu primeiro álbum, June). “TYA” não teria significado: “Assim, por nada”, de acordo com a dupla.

## Perfil
Estas duas jovens musicistas de Nantes propoem uma mistura tanto de suas personalidades quanto de seus instrumentos escolhidos em harmonia. As baladas deste duo, muitas vezes em inglês, outras em francês, levam-nos a um universo sombrio e melancólico ao som da guitarra ou do violino de Julia. O que emerge deste duo é a cumplicidade entre estas duas artistas diferentes.

## Integrantes
- Julia Lanoë : vocal, guitarra, piano, bateria. Ela também é vocalista do grupo Sexy Sushi.
- Carla Pallone : violino, piano, harmônio e vocal.
- Sua amiga Manuela ocasionalmente participou na composição das letras.

## Influências
- PJ Harvey
- Dominique A
- Einstürzende Neubauten
- The Velvet Underground.

## Discografia
- May (EP) (2004)
- June (2005)
- Fuck (EP) (2006)
- Seules au bout de 23 secondes (2009)
- NYX (2011)
- Corpo Inferno (2015)